# Johan Casper Meckel
Johan Casper Meckel, född ca 1734, död 9 september 1804 var en österrikisk violinist.
Meckels skicklighet som violinist uppmärksammades av det svenska hovet som 1757 kallade honom till Sverige från Wien. 
Meckel medverkade troligen lika mycket i Hovkapellet som han gjorde privat hos kungaparet Adolf Fredrik och Lovisa Ulrika.
Först 1770 fick Meckel ordinarie anställning vid hovkapellet där han medverkade till sin död.